# Haftkel
Haftkel (pers. هفتکل) – miasto w Iranie, w ostanie Chuzestan. W 2006 roku miasto liczyło 14 735 mieszkańców.